# Justas Zdanavičius
| 68730 Straizys        | 15 marzo 2002     |
| 73059 Kaunas          | 16 marzo 2002     |
| 95593 Azusienis       | 16 marzo 2002     |
| 135561 Tautvaišienė   | 16 marzo 2002     |
| 140628 Klaipeda       | 20 ottobre 2001   |
| 141496 Bartkevicius   | 15 marzo 2002     |
| 144752 Plungė         | 16 aprile 2004    |
| 151430 Nemunas        | 16 marzo 2002     |
| 154932 Sviderskiene   | 12 ottobre 2004   |
| 155138 Pucinskas      | 9 ottobre 2005    |
| 157396 Vansevičius    | 13 ottobre 2004   |
| 157534 Siauliai       | 8 ottobre 2005    |
| 167960 Rudzikas       | 13 marzo 2005     |
| 169568 Baranauskas    | 16 marzo 2002     |
| 175548 Sudzius        | 27 settembre 2006 |
| 180141 Sperauskas     | 26 marzo 2003     |
| 184096 Kazlauskas     | 16 aprile 2004    |
| 187276 Meistas        | 8 ottobre 2005    |
| 189396 Sielewicz      | 2 maggio 2008     |
| 191775 Poczobut       | 12 ottobre 2004   |
| 198820 Iwanowska      | 13 marzo 2005     |
| 202093 Jogaila        | 11 ottobre 2004   |
| 202704 Utena          | 14 aprile 2007    |
| 210147 Žalgiris       | 21 settembre 2006 |
| 212587 Bartasiute     | 23 settembre 2006 |
| 212606 Janulis        | 27 settembre 2006 |
| 212692 Lazauskaite    | 23 marzo 2007     |
| 214678 Slavėnas       | 25 settembre 2006 |
| 225033 Maskoliunas    | 23 marzo 2007     |
| 226672 Kucinskas      | 16 aprile 2004    |
| 231040 Kakaras        | 10 marzo 2005     |
| 237845 Neris          | 16 marzo 2002     |
| 242479 Marijampole    | 12 ottobre 2004   |
| 248993 Jonava         | 14 aprile 2007    |
| 252794 Maironis       | 16 marzo 2002     |
| 286693 Kodaitis       | 16 marzo 2002     |
| 288959 Biržai         | 11 ottobre 2004   |
| 288960 Steponasdarius | 11 ottobre 2004   |
| 288961 Stasysgirėnas  | 12 ottobre 2004   |
| 289021 Juzeliunas     | 12 ottobre 2004   |
| 289121 Druskininkai   | 12 ottobre 2004   |
| 296968 Ignatianum     | 12 marzo 2010     |
| 302849 Richardboyle   | 27 marzo 2003     |
| 308934 Merkinė        | 25 settembre 2006 |
| 309206 Mažvydas       | 14 aprile 2007    |
| 319009 Kudirka        | 10 ottobre 2005   |
| 319601 Šilutė         | 25 settembre 2006 |
| 319636 Dziewulski     | 23 settembre 2006 |
| 322539 Telšiai        | 25 settembre 2006 |
| 324417 Kaišiadorys    | 27 settembre 2006 |
| 325588 Bridzius       | 19 settembre 2009 |
| 327977 Skarga         | 24 marzo 2007     |
| 335668 Ignalina       | 24 settembre 2006 |
| 336109 Rokiškis       | 2 maggio 2008     |
| 339855 Kedainiai      | 7 ottobre 2005    |
| 348511 Žemaitė        | 10 ottobre 2005   |
| 353404 Laugalys       | 25 settembre 2006 |
| 361524 Klimka         | 24 marzo 2007     |
| 363706 Karazija       | 14 ottobre 2004   |
| 400072 Radviliškis    | 25 settembre 2006 |
| 444562 Visaginas      | 25 settembre 2006 |
| 453256 Gucevičius     | 23 settembre 2008 |
| 457303 Daina          | 23 settembre 2008 |
| 483615 Martinmccarthy | 18 settembre 2004 |
| 483636 Treanor        | 11 ottobre 2004   |
| 483637 Johanstein     | 12 ottobre 2004   |

Justas Zdanavičius (...) è un astronomo lituano.
Ottenuto il dottorato in astronomia nel 2006 all'Università di Vilnius, è divenuto assistente ricercatore all'Istituto di Fisica Teorica e Astronomia della stessa università.
Il Minor Planet Center gli accredita la scoperta di centoventi asteroidi, effettuate tra il 2001 e il 2011, tutte in collaborazione con Kazimieras Černis.